# Senado de Massachusetts

Sello segundo

El Senado de Massachusetts es la cámara superior de la Corte General de Massachusetts, perteneciente al poder legislativo del estado de Massachusetts, el cual es bicameral. Hay 40 distritos senatoriales en Massachusetts, nombrados por los condados o los antiguos condados en el que el senador es electo. El presidente del Senado de Massachusetts es Robert Travaglini. Los senadores sirven por un período de dos años.

## Miembros actuales
La sesión actual es la 191a Corte General, que inició su mandato el 2 de enero de 2019. Está integrada por 36 demócratas y 4 republicanos. La presidenta del Senado es Karen E. Spilka de Ashland. El líder de la minoría republicana del Senado, es Bruce Tarr, de Gloucester. La última elección general estatal fue el 6 de noviembre de 2018.

## Liderazgo
| Posición            | Nombre            | Partido     | Residencia | Distrito                |
| ------------------- | ----------------- | ----------- | ---------- | ----------------------- |
| Presidente          | Robert Travaglini | Demócrata   | Boston     | 1st Suffolk & Middlesex |
| Líder de la Mayoría | Frederick Berry   | Demócrata   | Peabody    | 2nd Essex               |
| Líder de la Minoría | Richard Tisei     | Republicano | Wakefield  | Middlesex & Essex       |